# NK Belišće
Nogometni klub Belišće hrvatski je nogometni klub iz Belišća. NK Belišće je član Nogometnog središta Valpovo te Županijskog nogometnog saveza Osječko-baranjske županije.
U sezoni 2024./25. natječe se u 3. NL – Istok.

## Povijest
NK Belišće je osnovan 1919. godine pod imenom BŠK (Belišćanski športski klub). 1925. godine mijenja ime u BRŠK (Belišćanski radnički športski klub). 
Prije Drugog svjetskog rata klub se natjecao u Osječkome nogometnom podsavezu. 
Klupske boje 1932. bile su crvena i crna, a klupska adresa Radnički dom.
U sezoni 1935./36. natjecao se u petoj župi Osječkog nogometnog podsaveza s klubovima Građanski Donji Miholjac, Jovalija Valpovo, Radnički Belišće i Zanatlija Valpovo.
Tijekom Drugog svjetskog rata klub nosi ime Viktorija. Od 1945. do 1960. godine zove se FD Proleter, a od 1960. godine nosi sadašnji naziv. 
 Klub je od svojih početaka pa sve do danas usko vezan uz tvornicu "Belišće" d.d.

## Uspjesi

### NK Belišće u Jugoslaviji
U sezoni 1946. FD Proleter Belišće se uspjeva kvalificirati u završnicu prvenstva NR Hrvatske, koje je u biti predstavljalo izlučne kvalifikacije za prvo prvenstvo Jugoslavije u nogometu, gdje u konkurenciji 8 najboljih hrvatskih klubova osvaja 4. mjesto, što predstavlja najveće dostignuće belišćanskog nogometa. 
 
NK Belišće 1967. postaje prvak Hrvatske te ulazi u 2. saveznu ligu – Zapad.
Tijekom 1970-ih i 1980-ih NK Belišće uglavnom nastupa u hrvatskoj i međurepubličkoj ligi.

### NK Belišće u HNL-u
Klub je bio član 1. HNL u sezonama: 
- 1992./93. – 15. mjesto
- 1993./94. – 12. mjesto
- 1994./95. – 16. mjesto

## Nastupi u završnicama Kupa maršala Tita
1973.
- šesnaestina finala:  FK Velež Mostar – NK Belišće        1:0

1978./79.
- šesnaestina finala:  NK Belišće   – FK Sutjeska Nikšić   1:2

1979./80.
- šesnaestina finala: NK Belišće    – FK Rad Beograd       1:1 (7:6 pen)
- osmina finala: NK Maribor     – NK Belišće               3:2

1984./85.
- šesnaestina finala: NK Belišće    – FK Vojvodina Novi Sad 0:1

1986./87.
- šesnaestina finala: NK Belišće    – FK Sutjeska Nikšić    1:2

1987./88.
- šesnaestina finala: NK Belišće    – FK Crvena zvezda      1:1 (3:5 pen)

1990./91.
- šesnaestina finala: NK Belišće    – FK Crvena zvezda      2:4

## Navijači
Navijači kluba zovu se Baraberi. Najvatrenija skupina Barabera bodri svoje ljubimce gdje god oni igrali, a na domaćim je utakmicama na Gradskom stadionu smještena na istočnoj tribini.

## Poznati igrači
Ovo su neki poznati igrači/treneri koji su igrali za ili trenirali NK Belišće:
- Mario Galinović
- Danijel Pranjić
- Rudika Vida
- Ivan Lukačević
- Mirko Jozić
- Ivan Grnja
- Ferenc Kalmár

## Vanjske poveznice
- Službena web-stranica
- Profil, HNS Semafor
- Nogometni leksikon
- RSSSF-Croatia 1946.
- Službena stranica grada Belišća